# Пасько, Сергей Павлович
Сергей Павлович Пасько (род. 10 сентября 1966, Алма-Ата) — советский и казахский футболист, футбольный арбитр. Мастер спорта СССР (1990).
Воспитанник алматинского футбола. Состоял в ВЛКСМ. В течение 4-х лет играл за юношескую сборную Советского Союза. Серебряный призёр Чемпионата Европы в составе юношеской сборной СССР.
В 1983—1989 (с перерывом) выступал за «Кайрат», провел 18 матчей в высшей лиге. В 1990 играл за узбекский «Навбахор», был заявлен за клуб и в 1991, но в итоге сезон провёл в «Кайрате».
В 1993 перешёл в новообразованную команду «Достык» (Алма-Ата). В 2-й половине года уехал в играть в германскую оберлигу, где провёл только сезон.
В 1994 вернулся в Казахстан, стал играть за Елимай. В середине 1997 перешёл в ашхабадский «Копетдаг», где провёл 1,5 года.
С 1998 года продолжил выступления на родине. Завершил карьеру игрока в 2003 году в команде «Жетысу».
В 2004 году переквалифицировался в арбитры. До 2012 года обслуживал матчи премьер-лиги Казахстана. После матча 23-го тура между командами «Тобол» и «Тараз» был пожизненно отстранен от судейства матчей.
В данный момент является преподавателем физической культуры в Казахском университете международных отношений и мировых языков.

## Достижения
- Чемпион Казахстана (1994) в составе Елимая.
- Чемпион Туркменистана в составе «Копетдага» (1998).
- Обладатель Кубка Туркменистана 1997.